# Пенья, Йосванис
Йосванис Пенья Флорес (исп. Yosvanys Peña Flores; род. 24 декабря 1993, Матансас) — кубинский борец греко-римского стиля, призёр Панамериканских игр, чемпион Панамерики, участник Олимпийских игр.

## Карьера
В августе 2010 года на Летних юношеских Олимпийских играх в Сингапуре, он завоевал серебряную медаль, уступив в финале Мураду Базарову, представляющему Азербайджан. В марте 2021 года на панамериканском квалификационном турнире в Оттаве завоевал лицензию на Олимпийские игры в Токио. В августе 2021 года на Олимпиаде в схватке на стадии 1/8 финала уступил иранцу Мухаммадали Гераеи (3:7) и занял итоговое 11 место.

## Достижения
- Летние юношеские Олимпийские игры 2010 — ;
- Панамериканский чемпионат по борьбе 2019 — ;
- Панамериканские игры 2019  — ;
- Панамериканский чемпионат по борьбе 2020 — ;
- Олимпийские игры 2020 — 10;
- Панамериканский чемпионат по борьбе 2022 — ;
- Панамериканский чемпионат по борьбе 2023 — ;
- Панамериканский чемпионат по борьбе 2024 — ;